# Генеральне консульство Республіки Польща в Донецьку
Генеральне консульство Республіки Польща в Донецьку (пол. Konsulat Generalny Rzeczypospolitej Polskiej w Doniecku) — дипломатична місія Польщі в Донецьку, що діяла у 2012-2015 роках.
Консульство створене у 2012 році. Консульський округ охоплював території Донецької, Луганської  та Запорізької областей. З початком російсько-української війни, 12 червня 2014 року, роботу місії було призупинено, а 27 лютого 2015 року консульство було закрито. Раніше у зв'язку з окупацією Криму Росією було також закрите Генеральне консульство в Севастополі.
Єдиним керівником місії був генеральний консул Якуб Волонсевич.